# Charles Boit

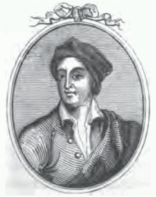
Detta kopparstick av Alexander Bannerman, tryckt i Walpoles Anecdotes, är det enda kända porträttet av Boit.

Charles Boit, född 10 augusti 1662 i Stockholm, död 6 februari 1727 i Paris, var en på sin tid berömd emaljmålare av hugenottfamilj.
Han föddes i Sverige, som son till en inflyttad fransman, vilken var bollmästare och galanterihandlande, och fick troligen sin första handledning i miniatyrmåleri och emaljbränning av dennes landsman Pierre Signac. Boit reste dock tidigt till London, där han först var verksam som teckningslärare och snart, rekommenderad av Mikael Dahl, som emaljmålare vann rykte och en förnäm kundkrets. 
Efter en tid blev han fängslad och dömd för att ha sökt locka en omyndig kvinnlig elev till äktenskap. Efter utståndet straff och hårt ansatt för skulder, begav han sig, sedan en av hovet beställd kolossal emaljmålning, framställande drottning Anna omgiven av kavaljerer och damer mottagande Marlborough och Eugène av Savoyen, på grund av Marlboroughs fall måst lämnas ofullbordad, mellan 1710 och 1712 till Paris.
Där blev han snart den firade Jean-Louis Petitots konstnärlige arvtagare. I den franska huvudstaden vistades han sedan, med undantag av 1719–1720, då han arbetade i Dresden, och kortare perioder 1721–1726, då han likaledes uppehöll sig utanför Frankrike. Gynnad av Filip II av Orléans (hertigen-regenten), blev han 1717 ledamot av franska konstakademien. 
I Victoria and Albert Museum (London) ses tre porträtt av hans hand och i Louvren fyra, däribland en bild av hertigen-regenten och den kopia efter Louis-Gabriel Blanchards Barmhärtigheten, som hertigen strax före Boits inval i akademien skänkt densamma såsom prov på hans skicklighet. Litteraturen omnämner många andra. Så vet man att Peter den store i Paris satt för Boit, som sedan i flera exemplar utförde tsarens porträtt. 
Ett av dessa visades 1865 på utställningen i South Kensington Museum, jämte flera andra vackra emaljer av Boit i klara, lysande färger, såsom bilder av drottning Anna, earlen av Godolphin och Charlotte Newbury. Man vet även att Walpole av hans arbeten ägde ett porträtt av amiral Churchill och ett självporträtt i miniatyr samt att Boit bland annat utförde en bild av prinsen av Wales, Georg III:s far. Martin Mijtens den yngre var i Paris Boits elev i miniatyrmåleri. Aureller finns representerad vid Nationalmuseum i Stockholm.